# دون دفريوإكس
دون دفريوإكس (بالإنجليزية: Don Devereux)‏ هو لاعب دوري الرغبي بريطاني، ولد في 18 أكتوبر 1932 في نيث ‏ في المملكة المتحدة، وتوفي في 8 فبراير 1995 في Resolven ‏ في المملكة المتحدة.